# 徳島県高等学校の廃校一覧
徳島県高等学校の廃校一覧（とくしまけんこうとうがっこうのはいこういちらん）とは、徳島県の廃校となった高等学校の一覧。対象となるのは学制改革（1948年）以降に廃校となった高等学校と分校である。名称は廃校当時のもの。廃校時に属していた自治体が合併により消滅している場合は現行の自治体に含める。また現在休校中の学校は公式には存続していることとなっているが、休校中の学校は事実上廃校となっている場合が多いため、便宜上本項に記載する。

## 公立高等学校

### 徳島市
- 徳島県立徳島工業高等学校（2009年徳島東工業高・美波町の水産高と統合し徳島県立徳島科学技術高等学校へ）[1]
- 徳島県立徳島東工業高等学校（2009年徳島工業高・美波町の水産高と統合し徳島科学技術高へ）[1]
- 徳島県立城ノ内高等学校（2023年徳島県立城ノ内中等教育学校へ統合）[2]

### 鳴門市
- 徳島県撫養高等学校〈初代〉（1949年鳴門商業高〈初代〉と統合し撫養高〈2代目〉となり、1971年鳴門商業高〈2代目〉、1993年鳴門第一高へ改称）[3]
- 徳島県鳴門商業高等学校〈初代〉（1949年撫養高〈初代〉と統合し撫養高〈2代目〉となり、1971年鳴門商業高〈2代目〉、1993年鳴門第一高へ改称）[3]
- 徳島県立鳴門第一高等学校（2012年鳴門工業高と統合し徳島県立鳴門渦潮高等学校へ）[4]
- 鳴門市立鳴門工業高等学校（2012年鳴門第一高と統合し鳴門渦潮高へ）[4]

### 小松島市
- 徳島県立小松島西高等学校横瀬分校（1959年）[5]

### 阿波市
- 徳島県阿波第一高等学校（1949年阿波第二高と統合し柿島高〈1951年徳島県阿北高等学校、1956年徳島県立阿北高等学校、1998年阿波農業高へ改称〉へ）[6]
- 徳島県阿波第二高等学校（1949年阿波第一高と統合し柿島高へ）[6]
- 徳島県立阿波農業高等学校（2012年吉野川市の鴨島商業高と統合し徳島県立吉野川高等学校となり[7]閉校[6]）

### 阿南市
- 徳島県立阿南工業高等学校（2018年新野高と統合し徳島県立阿南光高等学校となり[8]、2019年完全移行[9]）
- 徳島県立新野高等学校（2018年阿南工業高と統合し阿南光高となり[8]、2019年完全移行[10]）

### 三好市
- 徳島県立三好農業高等学校（1949年徳島県池田高等学校〈1956年徳島県立池田高等学校へ改称〉へ統合）[11]
- 徳島県立池田高等学校三名分校（1958年）[11]
- 徳島県立池田高等学校佐馬地分校（1960年）[11]
- 徳島県立池田高等学校祖谷分校西祖谷教室(1965年）[11]
- 徳島県立池田高等学校祖谷分校（2005年）[11]

### 吉野川市
- 徳島県立鴨島商業高等学校（2012年阿波市の阿波農業高と統合し吉野川高へ）[7]

### 美馬市
- 徳島県立美馬商業高等学校（2014年つるぎ町の貞光工業高と統合し徳島県立つるぎ高等学校となり[12]閉校）

### 勝浦郡
勝浦町
- 徳島県立勝浦高等学校（2012年徳島県立小松島西高等学校勝浦校へ改編）[13]

### 那賀郡
那賀町
- 徳島県立那賀高等学校延野分校（1960年7月20日）[14]
- 徳島県立那賀高等学校平谷分校（1952年日和佐高平谷分校から移管[14]、2005年廃校）
- 徳島県立那賀高等学校木頭分校（1952年日和佐高木頭分校から移管[14]、2005年廃校）

### 海部郡
海陽町
- 徳島県立海南高等学校（2006年に閉校。日和佐高・宍喰商業高と統合し徳島県立海部高等学校〈2004年開校〉となる）[15][注釈 1]
- 徳島県立宍喰商業高等学校（2006年に閉校。日和佐高・海南高と統合し海部高となる）[15]

美波町
- 徳島県立日和佐高等学校（2006年に閉校。海南高・宍喰商業高と統合し海部高となる）[15]
- 徳島県立水産高等学校（2009年徳島工業高・徳島東工業高〈いずれも徳島市〉と統合し徳島科学技術高へ）[1]

### 板野郡
- 徳島県立板西高等学校（1949年板西農業高と統合し徳島県立板野高等学校へ）[16]
- 徳島県立板西農業高等学校（1949年板西高と統合し板野高へ）[16]
- 徳島県立板野高等学校北灘分校（1956年）[16]
- 徳島県立板野高等学校上板分校（1956年松島分校から上板教室となり、1960年分校へ再昇格、1970年廃校）[16]

### 美馬郡
つるぎ町
- 徳島県立貞光工業高等学校（2014年美馬市の美馬商業高と統合しつるぎ高へ）[12]

## 私立高等学校

### 徳島市
- 徳島城南工業高等学校（廃校時期不詳）[17]
- 徳島高等学校（1978年）[18]

### 鳴門市
- 成徳高等学校（2012年）

### つるぎ町
- 半田女子高等学校（1984年）[19]